# SN 1998br
SN 1998br – supernowa odkryta 18 kwietnia 1998 roku w galaktyce A151024+0555. W momencie odkrycia miała maksymalną jasność 20,50m.